# Jerónimo de Sousa
Jerónimo de Sousa, né le 13 avril 1947 à Loures, est un homme politique portugais. Il est secrétaire général du Parti communiste portugais de 2004 à 2022. 

## Biographie
Il est un ancien ouvrier d'une usine de sidérurgie.
Il est élu à l'Assemblée constituante en 1975 puis à l'Assemblée de la République en 1976. Il est ensuite réélu à plusieurs reprises et demeure député de 2005 à 2022.